# Linucula recens
Linucula recens är en musselart som beskrevs av Dell 1956. Linucula recens ingår i släktet Linucula och familjen nötmusslor. Inga underarter finns listade i Catalogue of Life.